# Clifford Ford
Clifford Robert Ford (* 30. Mai 1947 in Toronto) ist ein kanadischer Komponist und Musikpädagoge.

## Leben
Ford hatte 1957 bis 1962 Klavier-, Orgel- und Gesangsunterricht bei Eric Lewis. Am Konservatorium von Toronto studierte er von 1960 bis 1964 Musiktheorie und Komposition bei John Beckwith, und an der Universität Toronto setzte er das Studium bei Beckwith und bei John Weinzweig fort. Als Stipendiat der CAPAC (Composers, Authors and Publishers Association of Canada) vervollkommnete er 1970–71 seine Ausbildung an der McGill University bei István Anhalt. 1973 studierte er bei Gottfried Michael König am Institut für Sonologie der Universität Utrecht.
1971 war Ford Mitbegründer des Musikensembles ARRAY, das sich der Aufführung von Werken junger kanadischer Komponisten widmet. Als Forscher und Autor arbeitete er an der Encyclopedia of Music in Canada und der Enzyklopädie Contemporary Canadian Composers mit. Von 1974 bis 1976 unterrichtete er Musiktheorie an der McMaster University, danach bis 1980 Musiktheorie, Komposition und kanadische Musikgeschichte an der Dalhousie University, wo er auch einen Kammerchor dirigierte. Ab 1981 war er einundzwanzig Jahre leitender Sekretär und technischer Redakteur der Canadian Musical Heritage Society. Nach der Schließung der Gesellschaft 2002 hielt er deren Bestände traditioneller kanadischer Musik durch die Gründung der Clifford Ford Publications verfügbar und überließ sie 2010 dem Canadian Music Centre.

## Werke
- There is no rose of such virtu für vierstimmigen gemischten Chor, Geige und Orgel, 1964
- Three Haiku on Loneliness für achtstimmigen gemischten Chor, 1968
- Atman-Source für Klarinette, Viola und Klavier, 1969
- Epicycles für Klavier, 1970
- White Dot on Black Velvet, Film mit Tonband, 1971
- From the Four Seasons für Sopran und Klavier, 1971
- Five short pieces in circular motion für Sopransaxophon und Klavier, 1971
- Variations for guitar solo, 1971
- Hypnos für vierstimmigen gemischten Chor, Soli, Sprecher, Marimba, Klavier und Tonband, 1972
- Thorybopoioumenoi für Stimme, Flöte, Bratsche und Tonband, 1972
- Valley of the Moon, Musik zum Film von Ron Webber für Streichtrio, 1972
- Cantata für Bariton, vierstimmigen gemischten Chor und Orchester, 1972
- Suite for Orchestra, 1973
- Movement for two pianos, 1973
- Piece for organ no. 2, 1973
- Living Space für Tonband, Licht und zwei Tänzer, 1974
- String quartet no. 2, 1974
- Alliances for Winds für Holzbläserquintett, 1975, 2007
- Mass für vierstimmigen gemischten Chor, 1976
- Metamorphosë für Klaviertrio, 1977
- Day of Wrath für Chor und Pauken, 1978
- Halifax, 6 December 1917 für Sopran und Gitarre, 1979
- Songs of the Sea für mittlere Stimme und Klavier, 1979
- Metamorphosê II für Klavier und Streichorchester oder Streichquintett, 1981
- Conte fantasmagorique für Orchester, 1982
- forbidden colours für Oboe d’amore und Orgel, 1983
- Hauntings für vierstimmigen Frauenchor, zwei Flöten, Oboe, Englischhorn, Fagott, Cello und Orgel, 1984
- A little Romance für Klavier und Streichorchester oder Streichquartett, 1985, 1990
- Variations on Acadia für Streichquartett und Orgel, 1985, 2003
- Three Medieval English Lyrics für Sopran oder Tenor und Orchester oder Klavier, 1986
- A Little Fantasy on J. P. Clarke's Ballad "Summer and Winter" für Klavier, 1986
- Requiem for those who have died of AIDS für Flöte, vierstimmigen gemischten Chor, Perkussion, Handglocken und Streicher, 1992
- Ganymede, Sinfonie in vier Sätzen, 1996
- The Three Jimmies für vierstimmigen gemischten Chor, 2000, 2002
- Fragments from Sappho für vierstimmigen gemischten Chor, Oboe und Perkussion, 2002
- String Quartet 2002, 2002
- Three Medieval Love Songs für Viola und vierstimmigen gemischen Chor, 2003
- Omaggio für Streichernonett, 2007